# Мерево
Мерево (рос. Мерёво) — присілок у Лузькому районі Ленінградської області Російської Федерації.
Населення становить 143 особи. Належить до муніципального утворення Заклинське сільське поселення.

## Історія
Згідно із законом від 28 вересня 2004 року № 65-оз належить до муніципального утворення Заклинське сільське поселення.

## Населення
| 1838 | 1862 | 1965 | 1997 | 2007 | 2010 |
| ---- | ---- | ---- | ---- | ---- | ---- |
| 119  | ↗129 | ↗157 | ↗167 | ↘137 | ↗143 |